# Villa Nueva (Córdoba)
Villa Nueva es una ciudad del departamento General San Martín, provincia de Córdoba, en el centro de Argentina. Forma parte del aglomerado Villa María-Villa Nueva y se encuentra a orillas del Río Ctalamuchita.
Actualmente, también abarca la localidad de Sanabria dentro de su ejido urbano.

## Historia
Los autores difieren sobre los límites de los pueblos originarios en la región, pero coinciden que la zona ejercía de frontera entre los ranqueles aculturados por los mapuches y entre los comechingones de las sierras.
A comienzos del siglo XIX, propietarios de la zona solicitaron al Gobernador Juan Bautista Bustos que decretara la creación de una localidad en la margen sur del río Tercero o Ctalamochita y éste accedió en octubre de 1826, recibiendo los terrenos donados de la estancia de la Familia Ferreyra. 

### Ciudad de Villa Nueva su Historia
Los españoles llegaron a estas tierras en 1529. Las mismas fueron habitadas precedentemente por: Pampas, sanavirones y comechingones. Estos formaban parte de agrupamiento de culturas mayores.
Los Pampas, ocuparon el siguiente espacio geográfico desde el océano Atlántico y el Río Salado, desde el sur de la provincia de San Luis, Río Cuarto y Río Tercero hasta las inmediaciones de las sierras del sur de la provincia de Buenos Aires. Los cronistas los describen como robustos y de color moreno. Eran nómades y cazadores a pie. Sus viviendas eran simples paravientos.
Según Lozano creían en un dios que llamaban Seychu, con el que se reunían al morir y en un espíritu del mal llamado Gualicho.
A principios del siglo XVIII estos fueron reemplazados por los araucanos. A los comechingones se los conoce generalmente como los indios de las sierras de Córdoba.
Fray Lizárraga considera que el área comechingones se extendía a lo largo del río Carcarañá, en la zona de Calamuchita y los Molinos, mientras que el historiador Rodolfo Ferrari Rueda informa que los mismos ocuparon los Departamentos de Tercero Arriba y Tercero Abajo (hoy llamado Departamento Gral. San Martín).
Los de esa nación eran pastores, cazadores (guanaco-liebre-ciervos), labradores (sembraban maíz, porotos y zapallos), recogían los frutos del algarrobo y el chañar que le suministraba bebidas y postres. Su vestimenta consistía en una camiseta y en una manta de lana de camélidos. La vivienda de los mismos se caracterizaba por estar sepultada, bajo el nivel de la superficie o en cavidades naturales. Utilizaban tatuajes en el rostro y se pintaban la cara mitad negra y mitad colorada para ir a la batalla. Trabajaron la piedra (hachas – puntas de flecha – piedras bola – morteros), hueso (agujas – adornos etc.) y la cerámica que no tuvo gran desarrollo, destacando en cestería (estatuilla de barro) y alfarería. Los Sanavirones se extendieron por el norte, bajo el río Dulce, la depresión de Mar Chiquita, por el este hasta el río Salado, por el sur hasta el río Primero, la sierra de Sumampa, constituía su límite Occidental y el Oriental lo integraban la línea divisoria entre Santiago del Estero y Santa Fe. La siembra (maíz – frijoles etc.) y la cosecha se realizaban en forma colectiva. Además pescaban y criaban llamas.
El algarrobo era considerado árbol sagrado, obteniendo del mismo (madera: vivienda, leña: fuego, la recolección de su fruto se hacía en enero). Las causas y la fecha de la fundación de Villa Nueva se desconoce, ya que el Acta Fundacional y el Decreto desaparecieron, según el testimonio del Sr. Juan Manuel Pereyra. Después del tendido del Ferrocarril Central Argentino( Villa María a Río Cuarto), lo que impulsó la agricultura y la revalorización de las tierras, lo cual habría despertado en quienes efectuaron la donación de las mismas para la fundación el deseo de recuperarlas. Don Ventura Correa, albacea de Don Apolinario Carranza, declara en un juicio, que tenía en su poder copia del trazado, escritura de donación y de la compra hecha por varios vecinos. Los documentos a raíz de la agitación que se vivía fueron colocados bajo una trinchera de ramas por espacio de 3 meses, al final de dicho tiempo se encontraron reducidos a polvo por la humedad.
Los donadores fueron don Apolinario Carranza, en 1826 con 4 cuadras de frente sobre el río y 2 leguas de fondo hacia el Sur, y don Juan Bautista Carranza, 2 más contiguas. La misma fue realizada al gobernador Juan Bautista Bustos, el cual la rechazó por ser poca la superficie. A raíz de esto se sumaron otras donaciones: don José del Tránsito Carranza, don Hilarión Carranza, don Renovato de las Casas, don Martín Abaca, don León Correa y don Benito Correa. Se asociaron y compraron a don Juan Bautista Carranza dos cuadras sobre el río y dos leguas de fondo. Se elevó nuevamente la donación al gobierno provincial, el cual las aceptó y designá como Agrimensor Público a don Ramón Roldán. Esto se desarrolló en octubre de 1826. En un primer momento se pensó establecer el pueblo 20 cuadras al sur de la plaza Principal, posteriormente se desistió ya que„en el río se lavaba la ropa y bebían los animales. El primer trazado de Villa Nueva fue el siguiente: la plaza Principal actual plaza Capitán de los Andes, la plaza de las Carretas después Ministerio de Agricultura, plaza del Este actual escuela Belgrano y la plaza del Norte entregada a los pobladores en el año 1866.
Se designó Síndico para la entrega de los solares a don Salvador Correa, no hay constancia que se hubiera cobrado por los mismos. Lo paradójico es que el producto de la venta de los mismos según la Familia Carranza se debía destinar a la construcción de una capilla en honor de la Santísima Virgen del Rosario, patrona luego de Villa Nueva, cuya imagen ya se veneraba en Paso Ferreyra. En este último se encontraba un juez de Pedáneo, mientras que las Fuerzas Militares y la Judicatura de Alzada en Fraile Muerto (Bell-Ville). En el primero había una posta por la cual se la llamaba “dormida”. Se llamó Villa Nueva para diferenciarla del grupo de ranchos que constituía FERREIRA y que recibía el nombre de Villa Vieja. Recibió los siguientes nombres: Villa Nueva La del Paso Ferreyra, Villa Nueva del Rosario, para ser Villa Nueva desde 1836.

### Sucesos trágicos

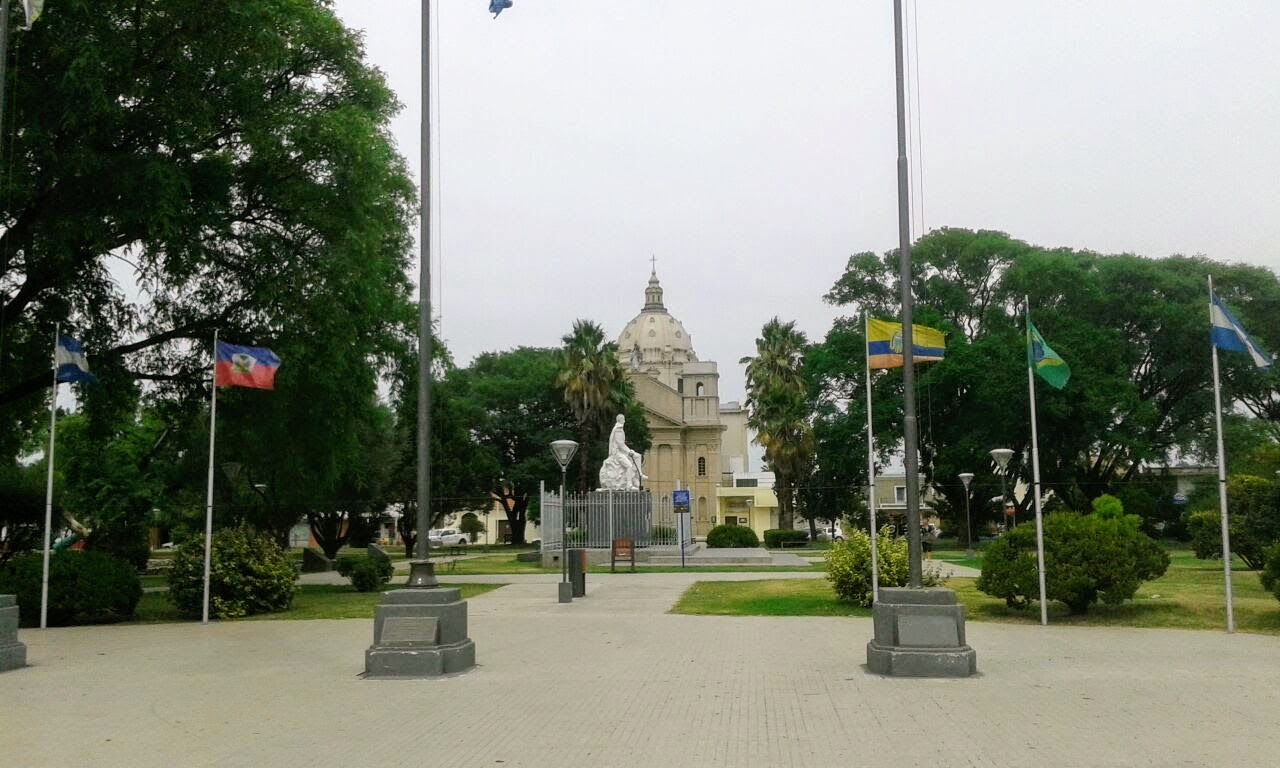
Plaza Capitán de los Andes

A lo largo de la historia, Villa Nueva ha tenido que soportar diversas tragedias; desde inundaciones hasta ciclones, pasando por todas la gama de epidemias.
En 1863 se registró otra inundación, en los registros municipales esta es la primera de magnitud. La misma produjo el derrumbe de muchas viviendas primitivas.
En el mes de octubre de 1867 el país se encontraba en plena guerra del Paraguay. En Villa Nueva se acantonaban los distintos contingentes y regimientos destinados para aquellos frentes de batalla; se reunían también, distintos grupos para reforzar las guardias permanentes en los distintos fortines destinados a la lucha contra los indios.
Durante ese mes se detectaron dos casos de cólera en el pueblo; para el día 28 de ese mismo mes la epidemia ya se había adueñado del pueblo.
Mediante el decreto N.º 25, el gobierno provincial comisiona al Protomédico de la provincia Luis Warcalde, para que se traslade de inmediato a Villa Nueva y tome las medidas que crea oportunas, tanto para la asistencia de los casos de cólera como para evitar la propagación de la epidemia. También se nombra al farmacéutico Samuel Britons para que prepare los medicamentos que creía necesarios.
Así mismo se solicita a las autoridades civiles y militares del departamento que se pongan a las órdenes del Dr. Warcalde y colaboren con él en forma total, cumpliendo y haciendo cumplir las medidas que el médico dictase.
La primera medida tomada por el Dr. Walcalde es la de solicitar al Juez de Alzada que le pase un informe diario sobre las mortalidades que se produzcan y otro sobre las ocurridas desde ocho días anteriores, para poder medir de esa manera la magnitud de la tragedia y controlar la marcha de la misma.
La epidemia avanzó sin detenerse, la gente huía de sus casa, se olvidan muchos valores humanos y sólo interesa salvarse a sí mismo.
Al pasar el tiempo y oscilar las características de la epidemia, fueron llegando algunos de los que habían huido y sumaron sus esfuerzos al esfuerzo de los que habían luchado sin descanso; lentamente fue cambiando el panorama del problema, hasta que llegó el momento en que la población luchó contra el cólera y fue ganando posiciones.
Para diciembre de ese mismo año en Villa Nueva habían muerto unas 475 personas.
Además otras epidemias sacudieron a Villa Nueva en años alternados: Viruela, distintos tipos de fiebre, difteria, sarampión, entre otras.

#### Inundación de 1846
Provocó que parte de la población cruce el río, puesto que tenía mayor altura y no se encontraba inundado. En 1867, se funda la ciudad vecina de Villa María en donde tiempo después se instaló una estación de trenes provocando un gran crecimiento de la población en la margen norte.

#### Inundación de 1878
En 1878, exactamente el 19 de enero, Villa Nueva se vio invadida por una gran creciente del Río Tercero. Por más de dos horas las aguas inundaron las calles y casas. Numerosas familias por las calles, utilizando carros, a pie o a caballo en busca de un lugar para refugiarse.
Casi de inmediato, al llegar la correntada se comenzó a oír el estallido de las paredes de las casas que se desplomaban; el número de viviendas destrozadas por el temporal fueron 70, alrededor de 30 quedaron amenazando la ruina. Además de la destrucción de casas y tapias, las calles quedaron totalmente intransitables.

### Bandera
Desde 2005 tiene su propia bandera, que fue diseñada por una vecina de la ciudad llamada Zunilda Carme Barrera. El uso de la bandera fue aprobado por la Ordenanza N.º 1059/05, Resolución N.º 1475/05 del 27 de septiembre del mencionado año en el Concejo Deliberante y promulgada por Decreto N.º 947/05 del DEM.

Composición emblemática: En la parte superior se observa en color celeste la representación del cielo como símbolo de  espiritualidad y pureza, en su parte inferior emerge un imponente sol el cual refleja la fuente de vida natural más grande. En la parte media se distinguen dos triángulos blancos encontrados los que contrastados con el celeste del cielo aluden a los colores de nuestro emblema nacional, en la parte central de la bandera se imprime la leyenda VILLA NUEVA. Desde la parte inferior y en dirección al centro del emblema convergen dos franjas: la de color azul representa al Río Ctalamochita, escenario natural de vital importancia y relevancia para la ciudad, ya que a la vera de este río se recuerda el origen de nuestra villa. La franja marrón refiere al Camino Real el cual hace a la historia de nuestra ciudad, reflejando el pasado. En el punto de confluencia se refleja a la ciudad, custodiada por el sol y resguardad por el río y el camino real, contemplándose el pasado y el presente de la villa. El gran triángulo verde alude a la llanura pampeana en donde se enclava nuestra ciudad como tierra fértil. Sobre el verde y en forma de cuadrículas se representa la silueta de Villa Nueva, las que de manera dispersa reflejan el constante crecimiento de un pueblo urbanizado y unido. Villa nueva una ciudad con historia y con futuro donde se conjugan la convergencia de ideas, pensamientos y  acciones, reflejadas en la tradición y la solidaridad del pueblo villanovense.

## Población

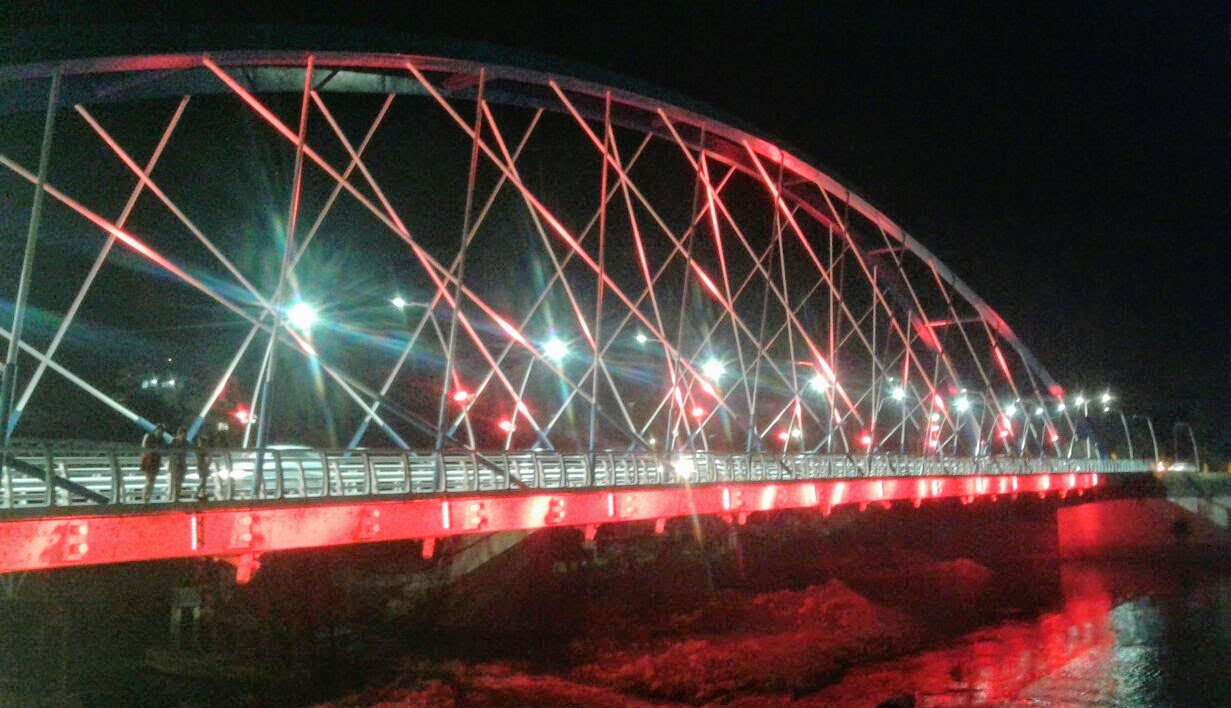
Puente del bicentenario

Cuenta con 26 260 habitantes (Indec, 2022), lo que representa un incremento del 35,6% frente a los 19 362 habitantes (Indec, 2010) del censo anterior. Junto con la ciudad de Villa María comprende el aglomerado llamado Villa María - Villa Nueva que cuenta con 122 321 habitantes (Indec, 2022).
| Gráfica de evolución demográfica de Villa Nueva entre 1980 y 2022 |
|                                                                   |
| Fuente: Censos nacionales del INDEC                               |

## Personalidades
- Carlos Zannini, abogado y político adepto al Partido Justicialista y al Frente para la Victoria.
- Franco Jara, futbolista de la Selección Argentina, actualmente en Club Atlético Belgrano de Córdoba, equipo que milita la primera división del fútbol argentino.
- Carlos Gonella, fiscal a cargo de la Procuraduría de Criminalidad Económica y Lavado de Activos en Argentina (Procelac).

## Parroquias de la Iglesia católica en Villa Nueva

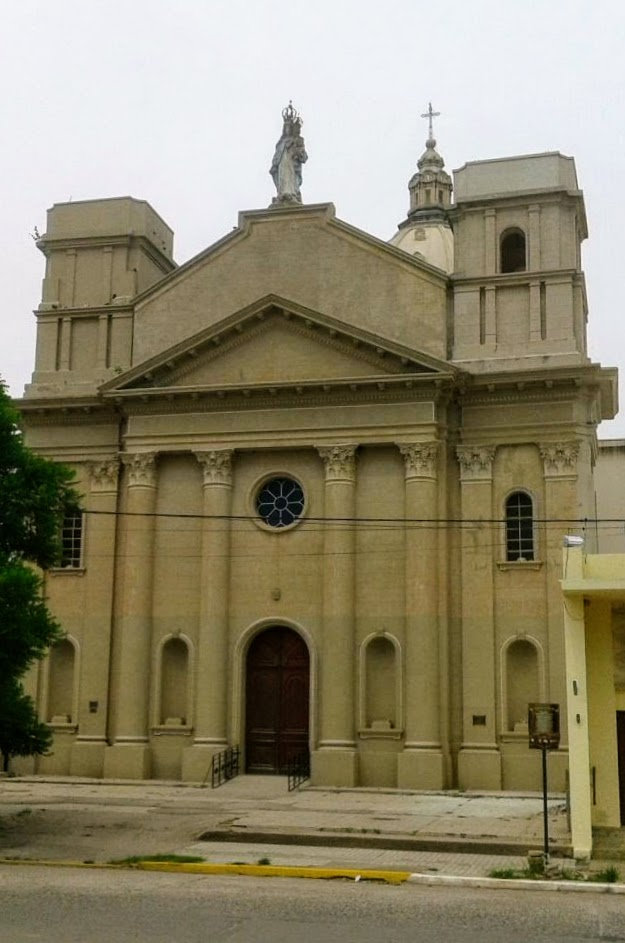
Parroquia Nuestra Señora del Rosario Villa Nueva

| Diócesis   | Villa María                                       |
| ---------- | ------------------------------------------------- |
| Parroquias | Nuestra Señora del Rosario, San Ignacio de Loyola |